# Федерація футболу УРСР

Федерація футболу Української РСР — колишній регіональний керівний орган радянського футболу, який здійснював свою діяльність на території Української РСР з 1959 по 1991 роки. Неофіційно називалася як Федерація футболу України. У 1991 році був перетворений (оформлений) у повноцінну національну Федерацію футболу України.

## Історія
У 1923 році була створена вища рада фізичної культури Української соціалістичної радянської республіки яка опікувалася розвитком фізкультури і спорту в тому числі і футболу.
У 1932 році в системі вищої ради фізичної культури створюються спортивні секції, серед них секція футболу, яка у 1934 році вступає до всесоюзної секції. Всесоюзна секція футболу 1946 року стає членом ФІФА. Республіканська секція футболу 1959 року була перетворена у федерацію футболу УРСР.
Орган вищої футбольної влади в Українській республіці отримав статус федерації в 1959 році, шляхом перетворення Секції футболу УРСР, яка була створена 1932 року із 1934 входила до секції футболу СРСР як регіональний з обмеженою автономією.
У 1990 і 1991 роках федерація вкотре намагалася здобути визнання від ФІФА, але їй було відмовлено. Великого розголосу набула така собі «Камишинська справа» під час розиграшу Кубка СРСР з футболу 1990—1991 років, коли київське Динамо було виключено зі змагань на ранніх етапах у серпні 1990 року.
Федерація ативно відстоювала права і можливості республіканських кадрів як футболістів так і арбітрів (суддів, за радянською термінологією).
У квітні 2017 Котельников в інтерв'ю інтернет газеті "КОМАНДА 1" згадував, що у серпні 1991 року до відділення футболу Спорткомітета звернулися представники "Руха" (Народний рух України) і в ультимативній формі вимагали виходу зі складу союзної (по факту, радянської) федерації. Представники Спорткомітету намагалися пояснити, що у серпні це зробити неможливо, адже в розпалі чемпіонат СРСР і першість України, що проводилася в одній із зон другої ліги. Запропонували інший варіант: дограти сезон до кінця, а потім уже порушувати питання про вихід. Оскільки наші аргументи не були почуті, нам довелося у вересні збирати футбольний актив країни — представників клубів, ветеранів, відомих функціонерів, — і на цих зборах було ухвалено рішення про те, щоб дограти чемпіонат, а після закінчення, у грудні, повернутися до питання про створення Федерації футболу України. Після створення Федерації футболу України у грудні 1991, від відділення футболу Спорткомітету відразу відмовився Спорткомітет СРСР, де місцеві працівники отримували зарплату, і федерація вирушили у самостійне плавання, ставши першою незалежною федерацією України.

## Голови федерації (секції) футболу УРСР
- 1932—1934 Арон Якович Левітін
- 1934—1937 Іван Сергійович Космачов
- 1937—1941 Самуїл Ізраїльович Хавчин
- 1944—1959 Степан Іванович Романенко
- 1959—1963 Микола Степанович Кузнєцов
- 1963—1964 Антон Леонардович Ідзковський
- 1964—1971 Федір Март'янович Мартинюк
- 1971—1975 Олег Олександрович Ошенков
- 1975—1991 Микола Федорович Фоміних
- 1991 (березень- грудень) Віктор Максимович Банников

Інформація зі статті в газеті «Спорт-експрес», авторства Валерія Мирського.
За іншими даними першим головою у 1959 році був Микола Миколайович Балакін, а в 1987—1989 роках республіканську ФФ очолював Юрій Олександрович Пустоваров. Інформація про президенство Пустоварова з'явилася від спортивного журналіста Анатолія Коломійця, але в інтерв'ю ukrfootball.ua секретар ФФУ Кір'янова спростувала її пояснивши, що Пустоваров був "віце-президентом, але президентом - ніколи". Вона також додала, що він керував Комітетом у справах фізкультури та спорту УРСР.

## Розташування і штат
Федерація розміщувалася навпроти музею Леніна (Український дім), де займали одну велику кімнату у двоповерховому будинку який пізніше знесли. З часом (1970-ті) перемістилася на Центральний стадіон (Національний спортивний комплекс «Олімпійський»), де займала третій поверх, а до штату додався спеціаліст із фінансів.
Штат федерації складався з небільше аніж 11 працівників.

## Турніри
Федерація брала участь в організації проведення таких турнірів:
- Чемпіонат Української РСР з футболу
- Кубок Української РСР з футболу
- Кубок УРСР серед кфк ( 1959 - 1991) та чемпіонат УРСР серед кфк ( 1964- 1991)

## Важливі постатті
- Анатолій Крощенко[2]
- Сергій Сопін[2]
- Клавдія Кір'янова, секретар ФФУ (1965—2003)[1]
- Олександр Щанов[1]
- Віктор Бєльков[1]
- Борис Шмигельський[1]
- Петро Безносенко[1]
- Олександр Сербін[1]
- Віталій Зуб[1]
- Євген Котельников, державний тренер СРСР з футболу від Федерації футболу УРСР
- Анатолій Біденко
- Анатолій Коньков, відповідав за КФК
- Лев Саркісов
- Борис Нартовський, завідуючий відділом спортивної літератури
- Валерій Коритний
- Микола Черниш